# Johannes Bernsau
Johannes Bernsau (* März 1675 in Elberfeld (heute Stadtteil von Wuppertal); † März 1750 ebenda) war Bürgermeister von Elberfeld.
Johannes Bernsau entstammte dem Geschlecht Bernsau, das sich von den Herren von Bernsau auf dem nördlich von Elberfeld gelegenen Schloss Hardenberg herleitete. Er wurde als Sohn seines Vaters Johannes Bernsau Senior und dessen zweiter Ehefrau Maria Wichelhausen (1655–1688) geboren und am 10. März 1675 getauft. Durch seine erste Ehefrau Anna Herzlieb Kirberg (1626–1663) hatte er den bei Elberfeld gelegenen Hof auf der Au geerbt, auf dem er weiterhin wohnte und wo auch sein Sohn wohnen blieb. Johannes Bernsau junior heiratete im Juni 1710 die aus Radevormwald stammende Katharina Gertrud Ahlhausen (1675–1760), eine Advokatentochter, mit der er zwei Kinder hatte, die aber beide früh verstarben.
Johannes Bernsau arbeitete anfangs noch als Kaufmann auf dem Hof auf der Au. Im Jahr 1721 wurde er erstmals für das Amt des Bürgermeisters vorgeschlagen. Da ihm jedoch, weil er nicht in Elberfeld selbst wohnte, sondern auf dem in der Nähe gelegenen Hof, das Bürgerrecht fehlte, wurde sein Name von der Vorschlagsliste gestrichen, bevor gewählt wurde. Er zog später nach Elberfeld und erwarb das Bürgerrecht der Stadt. Im Jahr 1733 wurde erneut vorgeschlagen und auch zum Bürgermeister gewählt. Dementsprechend war er 1734 Stadtrichter von Elberfeld. Er starb im März 1750, die Beerdigung fand am 28. März statt.